# François Flamichon
François Flamichon est un ingénieur-géographe français, né vers 1750 dans le Vexin français et décédé le 20 mars 1788 à Jurançon (Pyrénées-Atlantiques).

## Biographie
Après des études à Paris, François Flamichon fut affecté en Béarn, en 1771, comme ingénieur géographe au service de la carte de Cassini. Son nom apparaît, avec la qualité de « cartographe », sur six feuilles de la Carte générale de la France :
- n° 107 : Aire-Orthez ;
- n° 108 : Pau ;
- n° 108 bis : Cauterets ;
- n° 138 : Vieux-Boucau-les-Bains ;
- n° 139 : Bayonne ;
- n° 140 : Saint-Jean-Pied-de-Port.

Il se fixa ensuite en Béarn. En 1775, il fit ouvrir un canal dans la plaine d’Ossau pour alimenter la forge de Béon. Il proposa aux États du Béarn l’aménagement du gave de Pau pour le rendre navigable. Il fut également l’auteur d’un projet de place à Pau.
Autodidacte, ayant une bonne connaissance pratique de la moitié occidentale de la chaîne des Pyrénées, Flamichon développa une « théorie de la terre » dans des manuscrits qu’il n’eut pas le temps de publier. Il est l’un des rares géographes de son temps à distinguer la création des montagnes, due à un mouvement général de la nature, de leur destruction par l’écoulement des eaux. Pour lui, les vallées se sont formées postérieurement, mais Flamichon y voit le résultat d’effondrements successifs dus à l’action des eaux souterraines et non à des phénomènes de surface.
Flamichon accompagna souvent le naturaliste Palassou dans les Pyrénées et ce dernier le cite à de nombreuses reprises dans ses ouvrages. Il dessina pour lui divers panoramas et mesura de nombreuses altitudes.

## Ouvrages et travaux
- Jean Latapie, Théorie de la terre, déduite de l’organisation des Pyrénées et des pays adjacens [sic], Pau, Tonnet, 1816. L’architecte Jean Latapie, fils du légataire universel de Flamichon, fit publier cet ouvrage sous son nom, à partir des manuscrits que Flamichon avait laissés.
- Carte de la province de Béarn divisée par sénéchaussées, dédiée aux États, par François Flamichon, ingénieur-géographe, contenant l’indication des mines (1783). Cette carte se trouve aux Archives départementales des Pyrénées-Atlantiques.